# Neil Langman
Neil Hedley Langman (Tavistock, 21 febbraio 1932 – Devon, 2021) è stato un calciatore inglese, di ruolo attaccante.

## Carriera
Dopo aver giocato con i dilettanti del Tavistock, club della sua città natale, nel 1953 passa al Plymouth, club della seconda divisione inglese, con cui all'età di 21 anni esordisce tra i professionisti, realizzando nella sua prima stagione 9 reti in altrettante partite di campionato. Nelle due stagioni successive continua a giocare con una certa regolarità, pur senza essere un vero e proprio titolare: in particolare, totalizza 17 presenze e 5 reti nella stagione 1954-1955 e 19 presenze e 9 reti nella stagione 1955-1956, terminata la quale il club retrocede in terza divisione. Nella stagione 1956-1957 va invece a segno per 17 volte in 32 partite nel campionato di terza divisione, categoria in cui poi colleziona ulteriori 19 presenze e 9 reti nella prima parte della stagione 1957-1958, durante la quale viene poi ceduto a stagione in corso (dopo 49 reti in 96 partite di campionato e 3 presenze ed una rete in FA Cup in quattro stagioni e mezzo di permanenza al Plymouth) al Colchester Utd, altro club della medesima categoria. Gioca in terza divisione con gli U's fino al termine della stagione 1960-1961, per un totale di 128 presenze e 49 reti in incontri di campionato con il club. Si trasferisce quindi al Bath City, club semiprofessionistico di Southern Football League (che all'epoca era insieme alla Isthmian League una delle principali leghe calcistiche inglesi al di fuori della Football League). Dopo un biennio passa poi al Barnstaple Town, per poi vestire anche le maglie di Falmouth Town e St Austell, ritirandosi nel 1967, all'età di 35 anni.
In carriera ha totalizzato complessivamente 224 presenze e 98 reti nei campionati della Football League, nell'arco di otto stagioni.

## Palmarès

### Club

#### Competizioni regionali
- South Western League: 1

Falmouth Town: 1965-1966
- Cornwall Senior Cup: 2

Famouth Town: 1964-1965, 1965-1966